# Nukuʻalofa

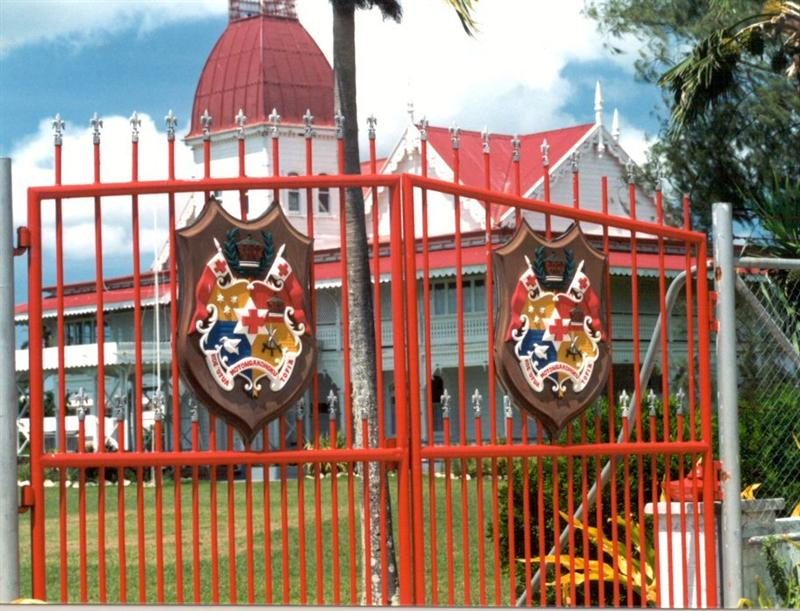
Pałac królewski w Nukuʻalofie

Nukuʻalofa – stolica Tonga, położona na wybrzeżu wyspy Tongatapu. Ludność miasta – 22,4 tys. (1996) – stanowi około 1/4 ludności królestwa.
Pierwsze wzmianki o mieście pochodzą z roku 1795, gdy wybrano okoliczne wzgórze (Sia ko Veionga) na siedzibę rodziny królewskiej. Na początku XIX wieku wybudowano tutaj fortecę. Nukuʻalofa zostało stolicą Tonga w roku 1845.
Nukuʻalofa stanowi główny ośrodek handlowy, gospodarczy i kulturalny Tonga. Głównymi produktami eksportowymi są kopra, banany, wanilia oraz wyroby rzemieślnicze. Znajdują się tu pałac królewski, siedziba kościoła narodowego Tonga oraz wszystkie budynki rządowe.
W styczniu 2015 r. stwierdzono, że erupcja wulkanu spowodowała powstanie nowej wyspy o średnicy około 1 km. Nowo powstała wyspa znajduje się około 65 kilometrów (40 mil) na północny zachód od stolicy.